# 菲利普·博布科夫
菲利普·杰尼索维奇·博布科夫（俄语：Филипп Денисович Бобков，1925年12月1日—2019年6月17日），苏联党务活动家，克格勃第一副主席（1969-1991年在位）。大将军衔。

## 生平
1945年7月9日以少尉军衔进入列宁格勒的内务部“斯梅尔什”学校学习。1967年被安德罗波夫任命为新组建的克格勃反思想破坏局（五局）的第一副局长。
2019年6月17日在莫斯科去世。

## 著作
- 博布科夫. . 历史档案系列. 由王仲宣翻译. 东方出版社. 2008年. ISBN 9787506033305.